# Dit wankel huis
Dit wankel huis is een gedicht van de Surinaamse dichter Corly Verlooghen. Het verwierf faam, omdat het op een indringende wijze de twijfel weergaf over de groei van de verschillende Surinaamse bevolkingsgroepen naar een eenheid, in het proces van natievorming vóór de Surinaamse onafhankelijkheid (die uiteindelijk in 1975 bereikt zou worden). Als zodanig kan het gedicht gezien worden als de sceptische tegenhanger van het nationalistische "wan bon" [Eén boom] van R. Dobru, dat juist de eenheid bezingt. Het gedicht moet ook gezien worden tegen de achtergrond van de politiek gemotiveerde rassenrellen die in het buurland van Suriname, Guyana, plaatsvonden en waarbij doden vielen. Ongetwijfeld vanwege de dreigende slotstrofe van Verlooghens gedicht werd uitzending ervan in 1966 op de Surinaamse staatstelevisie, de STVS, verboden.
“Dit wankel huis” verscheen in het tijdschrift van de PNR, P.N.R. Nieuwsbrief, nr. 41 van juni 1966 en werd afgedrukt in de bundel De glinsterende revolutie (1970) van Corly Verlooghen. Later werd het gedicht herhaaldelijk herdrukt, onder meer in de bloemlezingen Wortoe d’e tan abra (1970) en de Spiegel van de Surinaamse poëzie (1995).